# Южный (Кореневский район)
Южный — посёлок в Кореневском районе Курской области. Входит в состав Толпинского сельсовета.

## География
Посёлок находится в бассейне реки Груня (приток Сейма), в 84 км к юго-западу от Курска, в 16 км к северо-востоку от районного центра — посёлка городского типа Коренево, в 12 км от центра сельсовета — села Толпино.
Климат
Южный, как и весь район, расположен в поясе умеренно континентального климата с тёплым летом и относительно тёплой зимой (Dfb в классификации Кёппена).

## Население
| 2002 | 2010 |
| ---- | ---- |
| 215  | ↘103 |

## Инфраструктура
Личное подсобное хозяйство. В посёлке 97 домов.

## Транспорт
Южный находится в 11 км от автодороги регионального значения 38К-017 (Курск — Льгов — Рыльск — граница с Украиной), в 13,5 км от автодороги 38К-030 (Рыльск — Коренево — Суджа), в 3 км от автодороги межмуниципального значения 38Н-567 (38К-030 — Нижняя Груня с подъездом к Гавриловка), в 2 км от автодороги 38Н-040 (Марьино — Верхняя Груня), в 4 км от ближайшего ж/д остановочного пункта 374 км (линия 322 км — Льгов I).
В 149 км от аэропорта имени В. Г. Шухова (недалеко от Белгорода).